# 須磨寺
須磨寺（すまでら）は、兵庫県神戸市須磨区須磨寺町にある真言宗須磨寺派の大本山の寺院。山号は上野山（じょうやさん）。本尊は聖観音。新西国三十三箇所第24番札所。正式名称は福祥寺である。

## 歴史
「須磨寺略歴縁起」によると平安時代の初め、漁師が和田岬の沖で聖観音像を引き上げた。その聖観音像を安置するために淳和天皇の勅命によって恵偈山北峰寺が建立された。そして仁和2年（886年）に光孝天皇の勅命によって聞鏡上人が上野山福祥寺を建立し、北峰寺よりその本尊である聖観世音菩薩像を遷して福祥寺の本尊としたのが始まりとされている。しかし、「当山歴代」（県指定文化財）によれば、本尊聖観世音は嘉応元年（1169年）に源頼政が安置したとする。
慶長7年（1602年）には豊臣秀頼が片桐且元を奉行として本堂を再建している。
1995年（平成7年）1月17日の阪神・淡路大震災で被災し、塔頭桜寿院本堂と塔頭蓮生院本堂が倒壊するなどの被害を受けたが、後に復興された。
平敦盛遺愛の「青葉の笛」や弁慶の鐘、敦盛首塚、義経腰掛の松など、多数の重宝や史跡が存在する。源平を偲んで訪れる文人も多く、境内には正岡子規・松尾芭蕉句碑や、裏には、尾崎放哉の墓がある。

## 境内
- 本堂 - 慶長7年（1602年）に豊臣秀頼が片桐且元を奉行として再建。ただし内陣の宮殿は応安元年（1368年）造である。
- 護摩堂 - 1903年（明治36年）再建。
- 十三重石塔（兵庫県指定有形文化財） - 南北朝時代造。1961年（昭和36年）に現在地に移設される。
- 大師堂
- 義経腰掛の松
- 敦盛公首洗池 - 一ノ谷の戦いで熊谷直実に討ち取られた平敦盛の首を洗ったとされている。
- 八角堂 - 2017年（平成29年）10月落慶。経木供養所を建て替えたもの。
- ひとすじ辨財天
- 出世稲荷社 - 鎮守社。
- 鐘楼 - 釣られている梵鐘は「弁慶の鐘」の複製である。
- 寺務所
- 宝物館
- 唐門
- 三重塔 - 1984年（昭和59年）再建。
- 四国八十八箇所石仏群
- 親子地蔵堂
- 敦盛首塚
- 青葉殿
- 奥の院 - 本尊は弘法大師。
- 書院
- 本坊
- 源平の庭
- 桜寿院 - 塔頭。本尊は阿弥陀如来。
- 蓮生院 - 塔頭。1934年（昭和9年）再建。本尊は不動明王。院号は熊谷蓮生坊（熊谷直実）に因む。
- 貞照寺 - 一ノ谷町にあった寺院[2]が、阪神・淡路大震災で被災したため、蓮生院の隣に移転。本尊は弘法大師（鯖大師）[3]。
- 仁王門 - 源頼政が再建。
- 正覚院 - 塔頭。1938年（昭和13年）再建。本尊は愛染明王。西国愛染十七霊場第6番霊場。
- 亜細亜万神殿 - 2016年（平成28年）4月落慶。東南アジアやインドの石仏が安置されている。

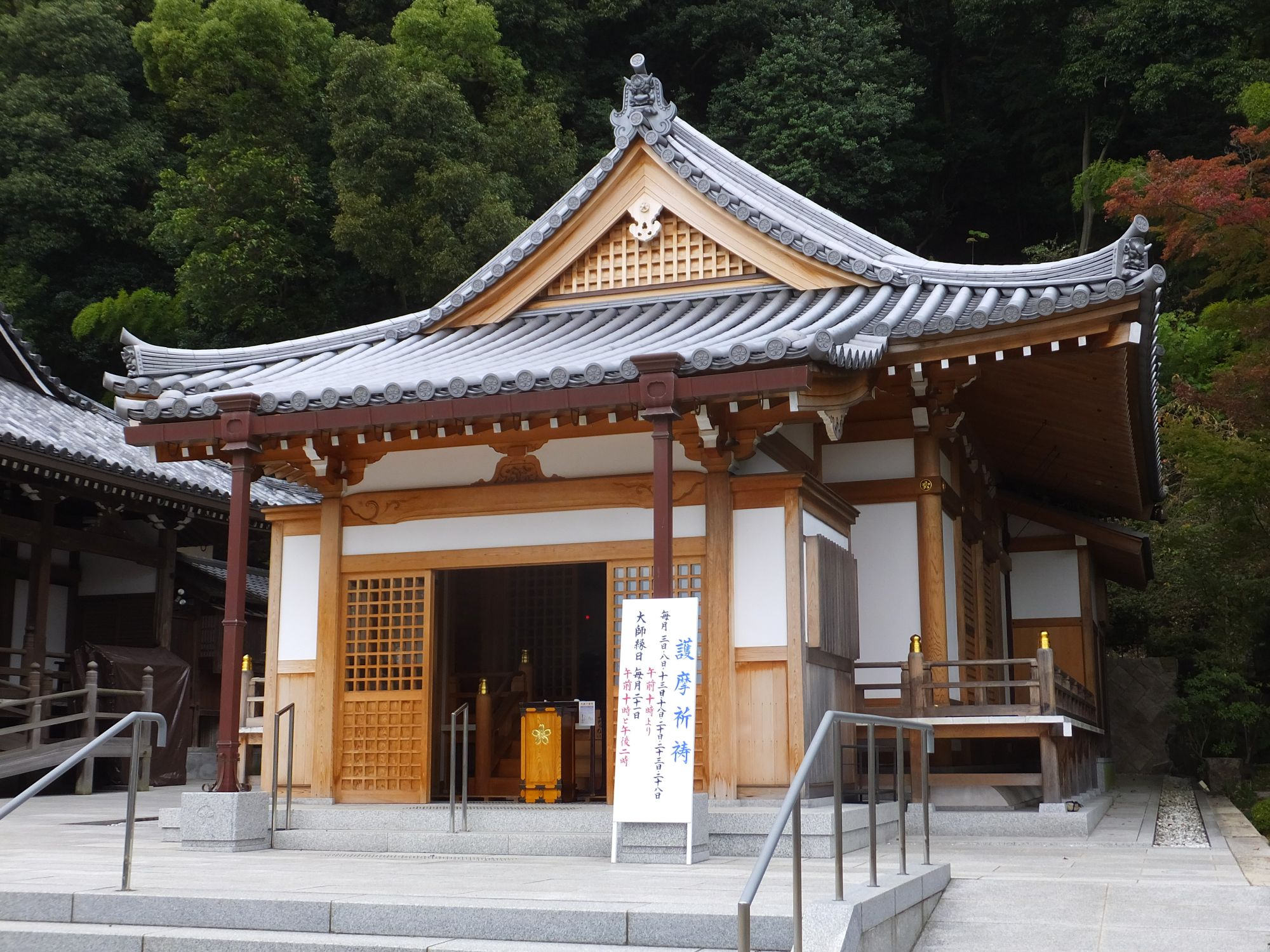
護摩堂
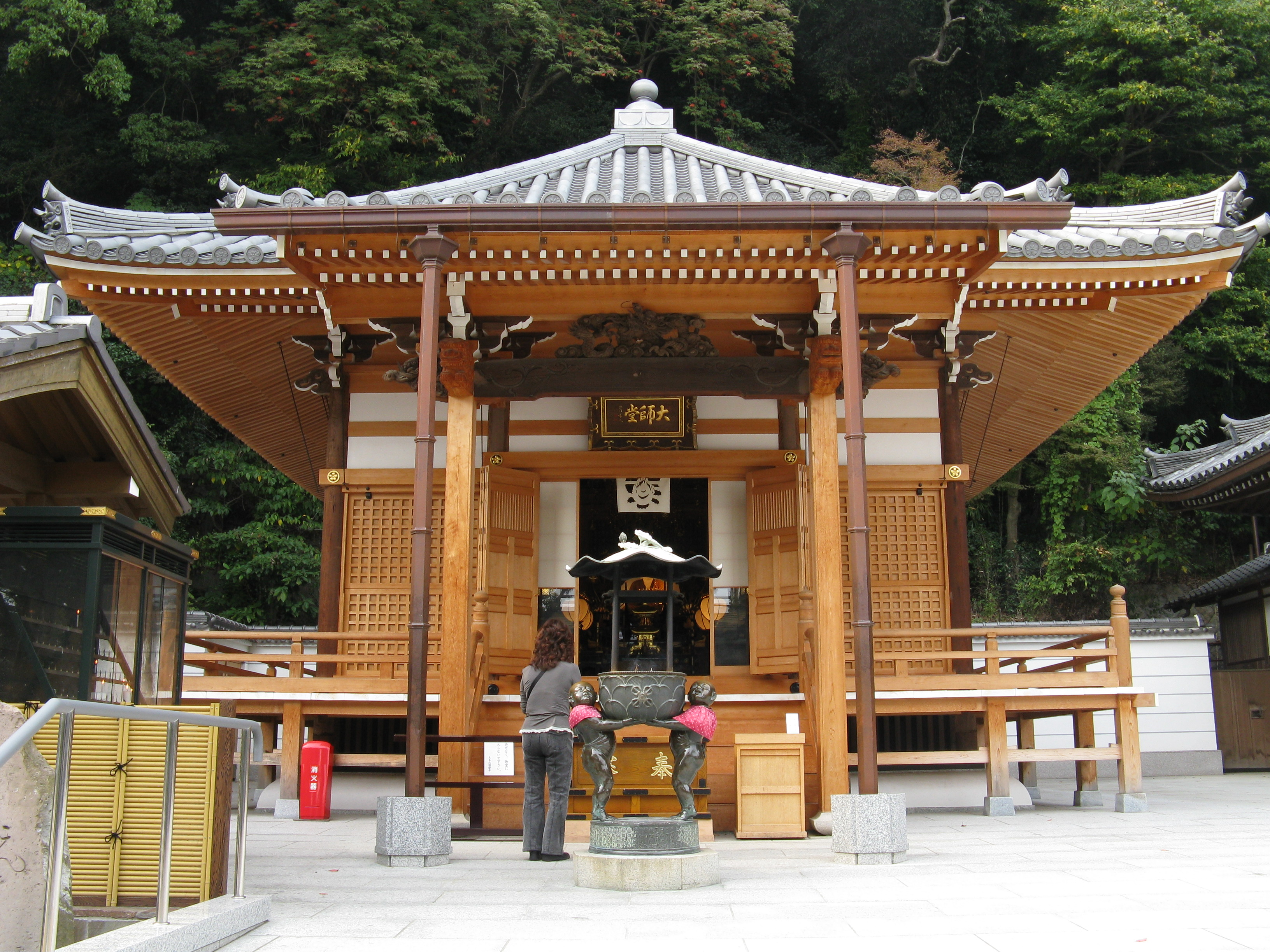
大師堂
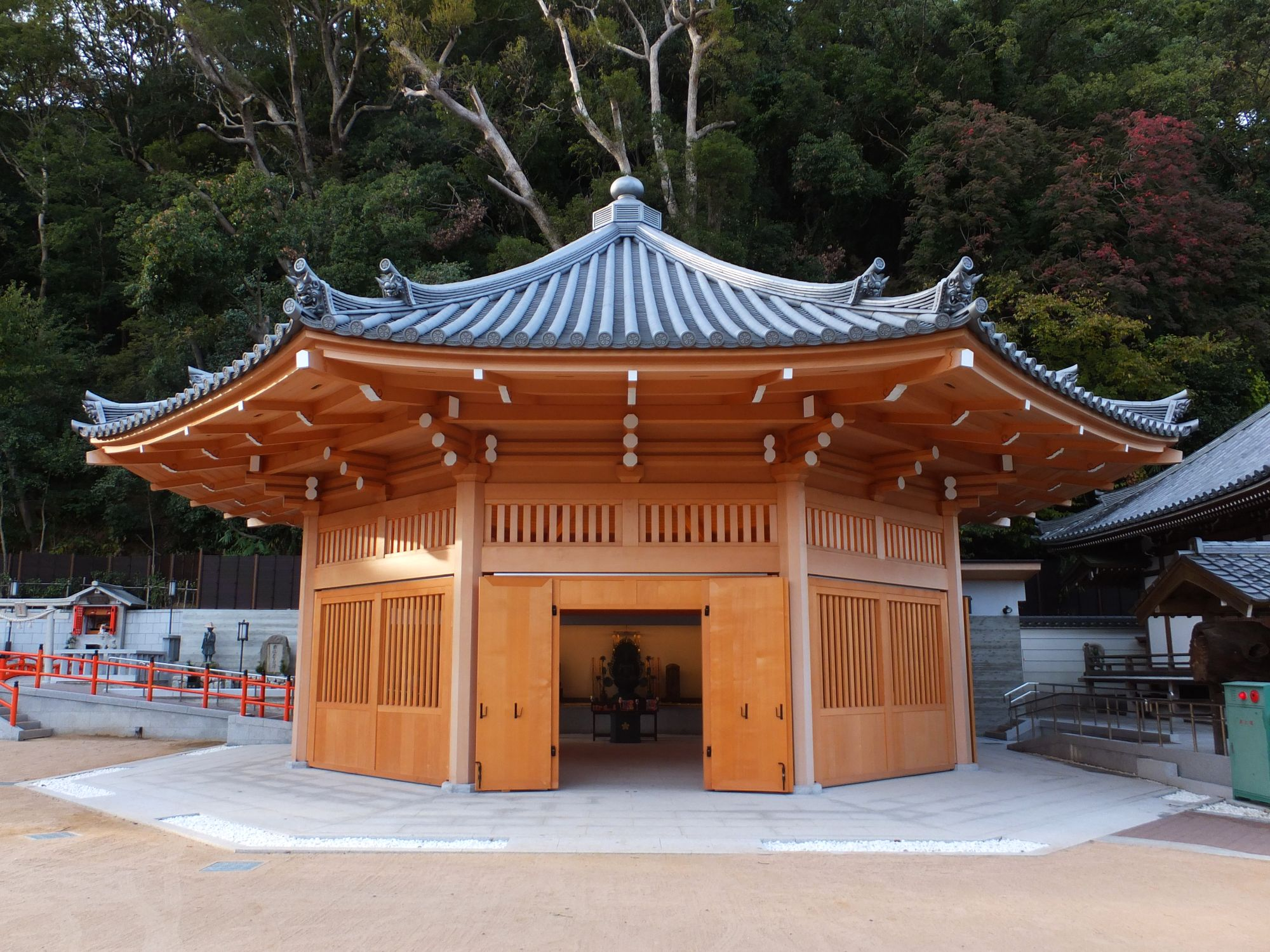
八角堂（経木供養所）
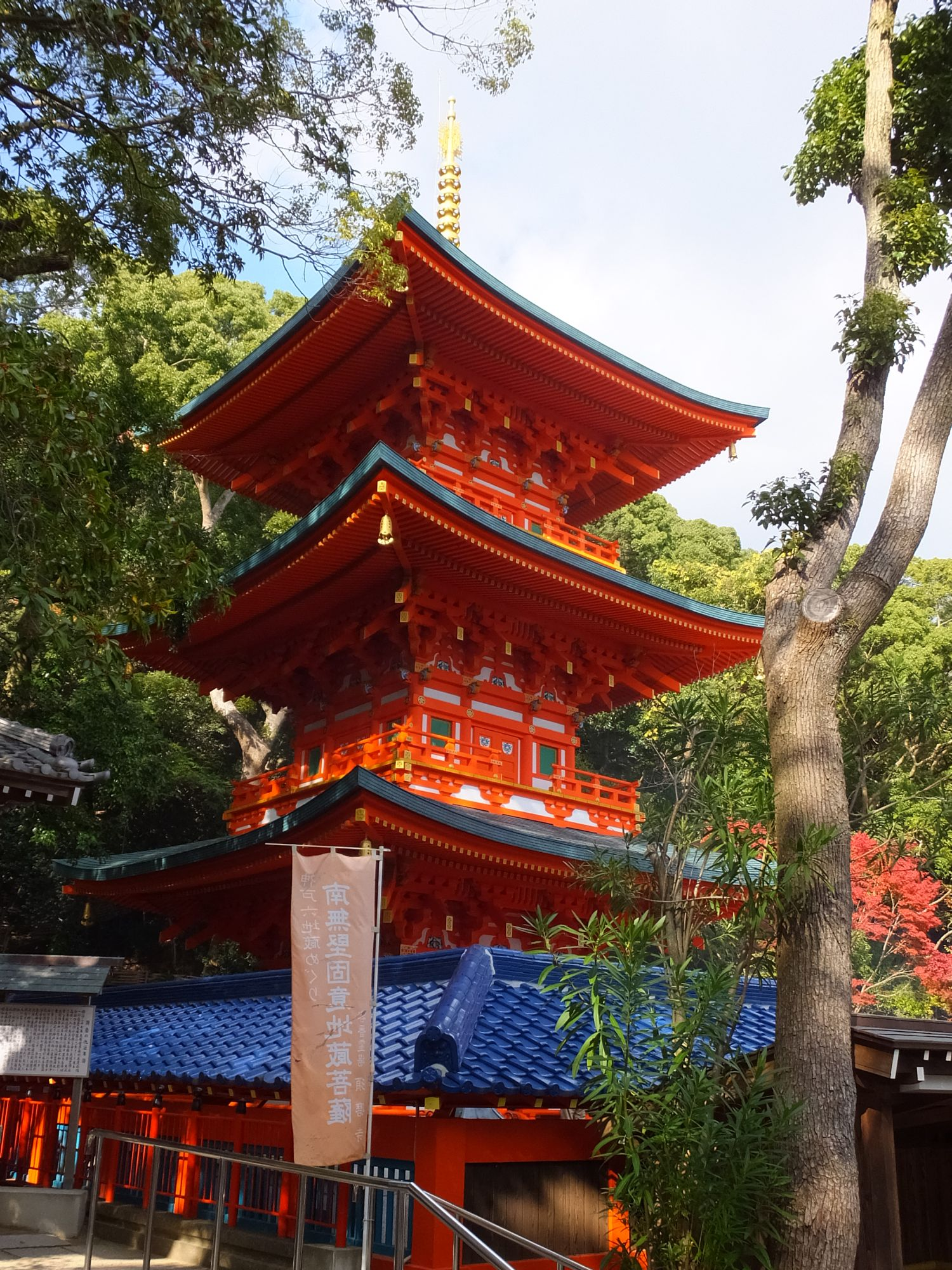
三重塔
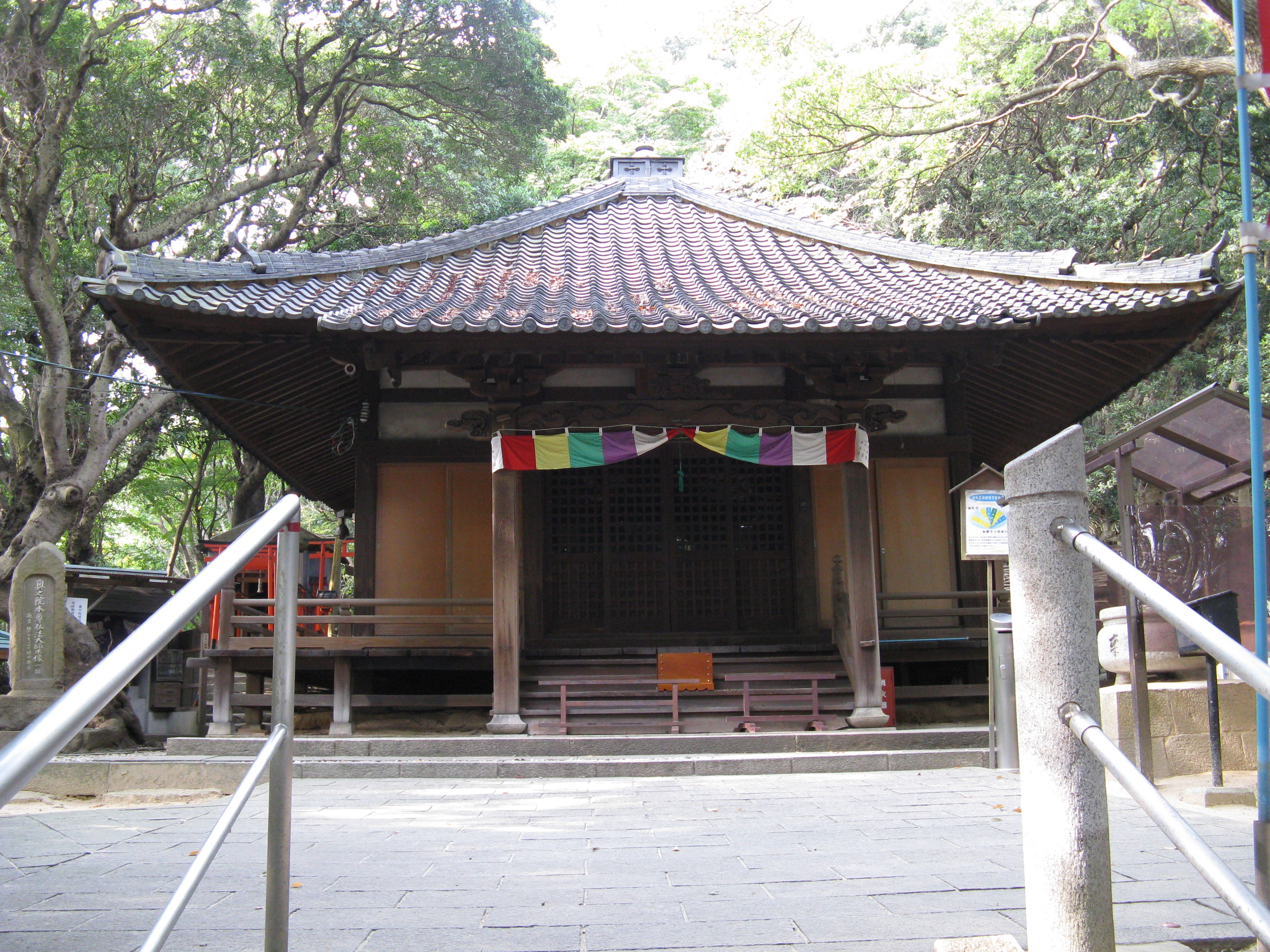
奥の院
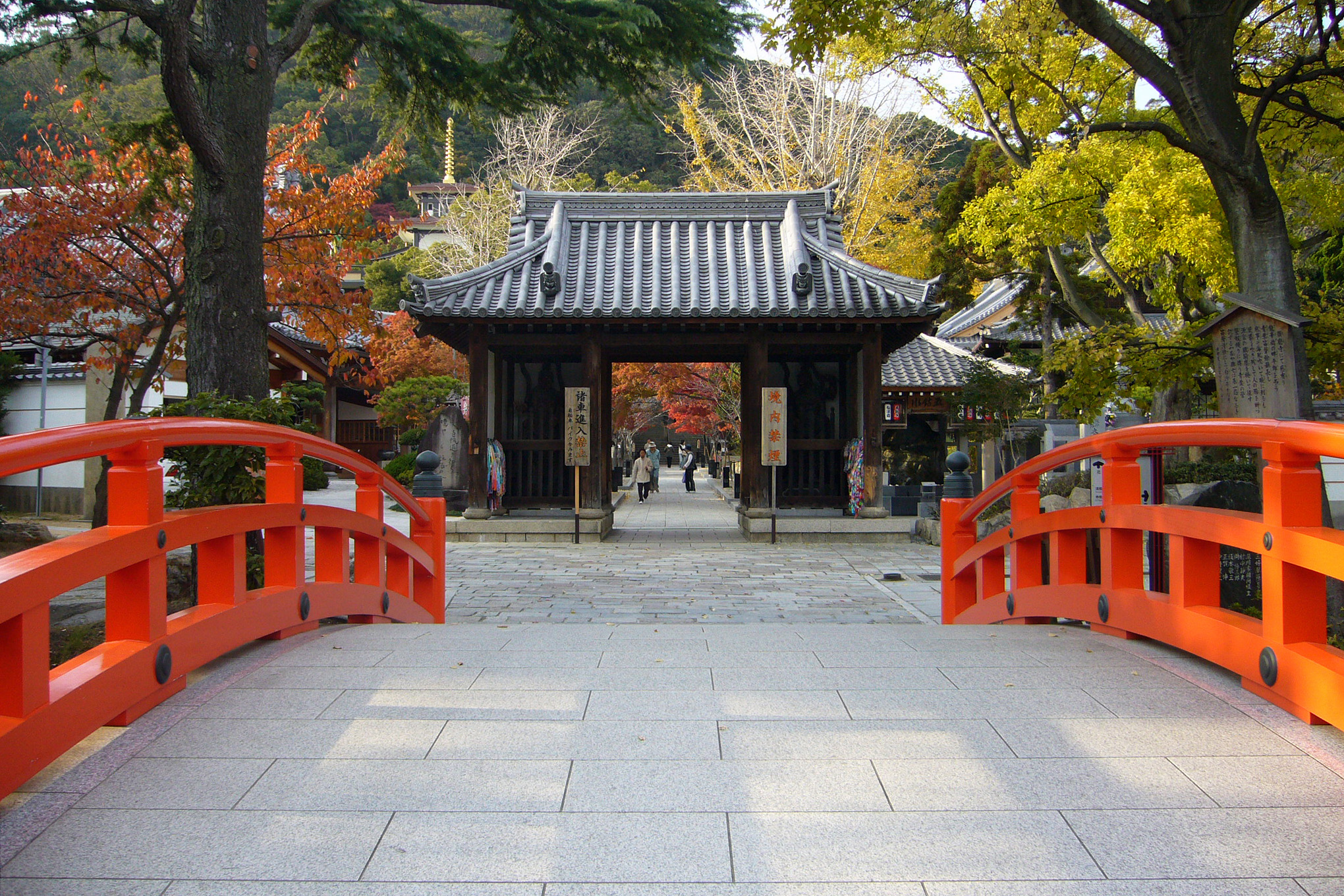
仁王門・龍華橋
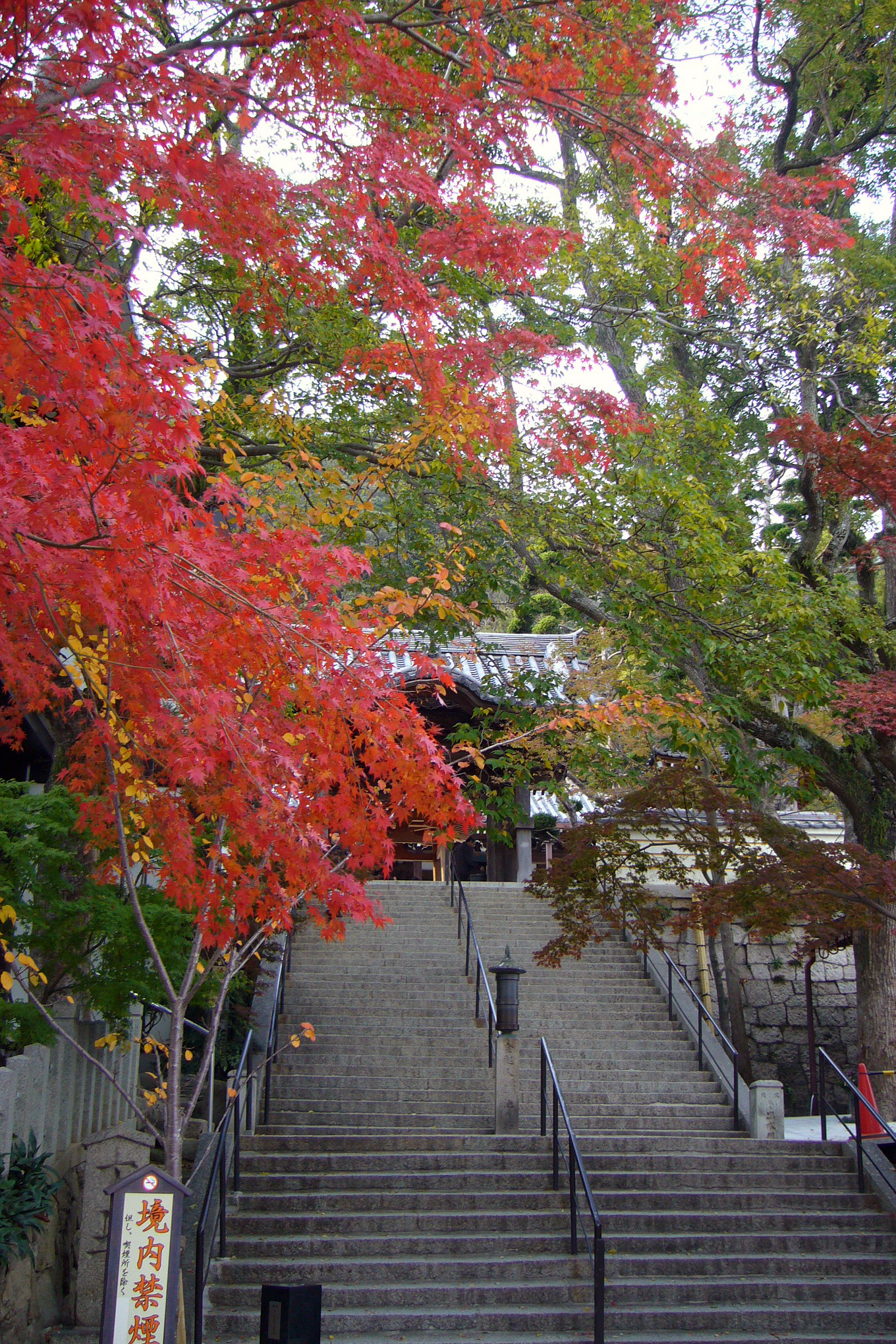
唐門
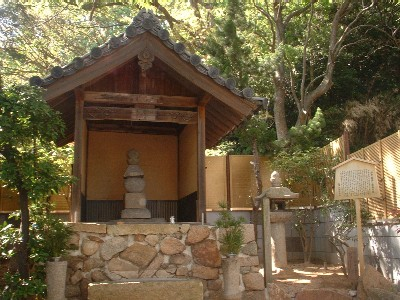
敦盛首塚
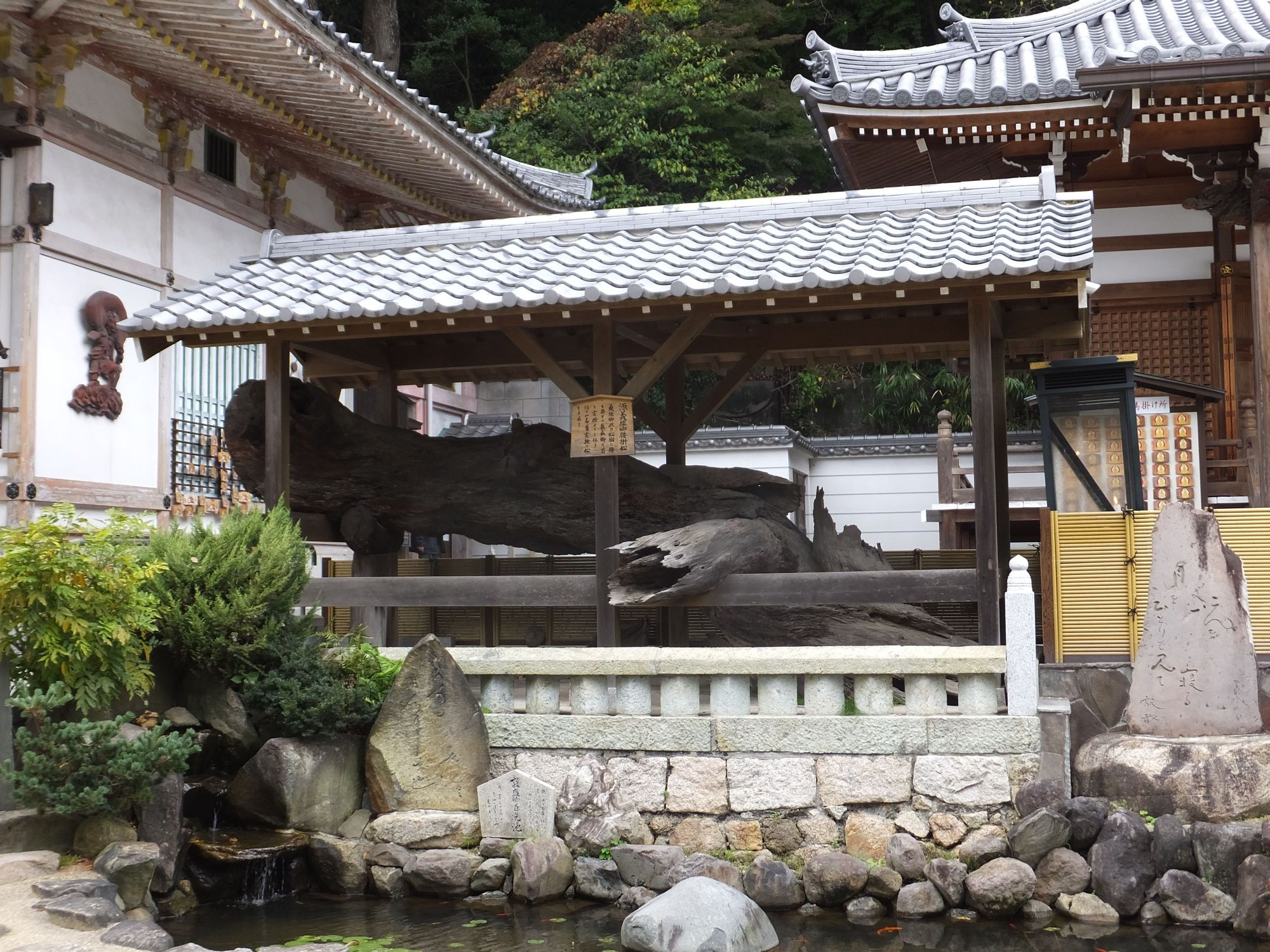
義経腰掛の松
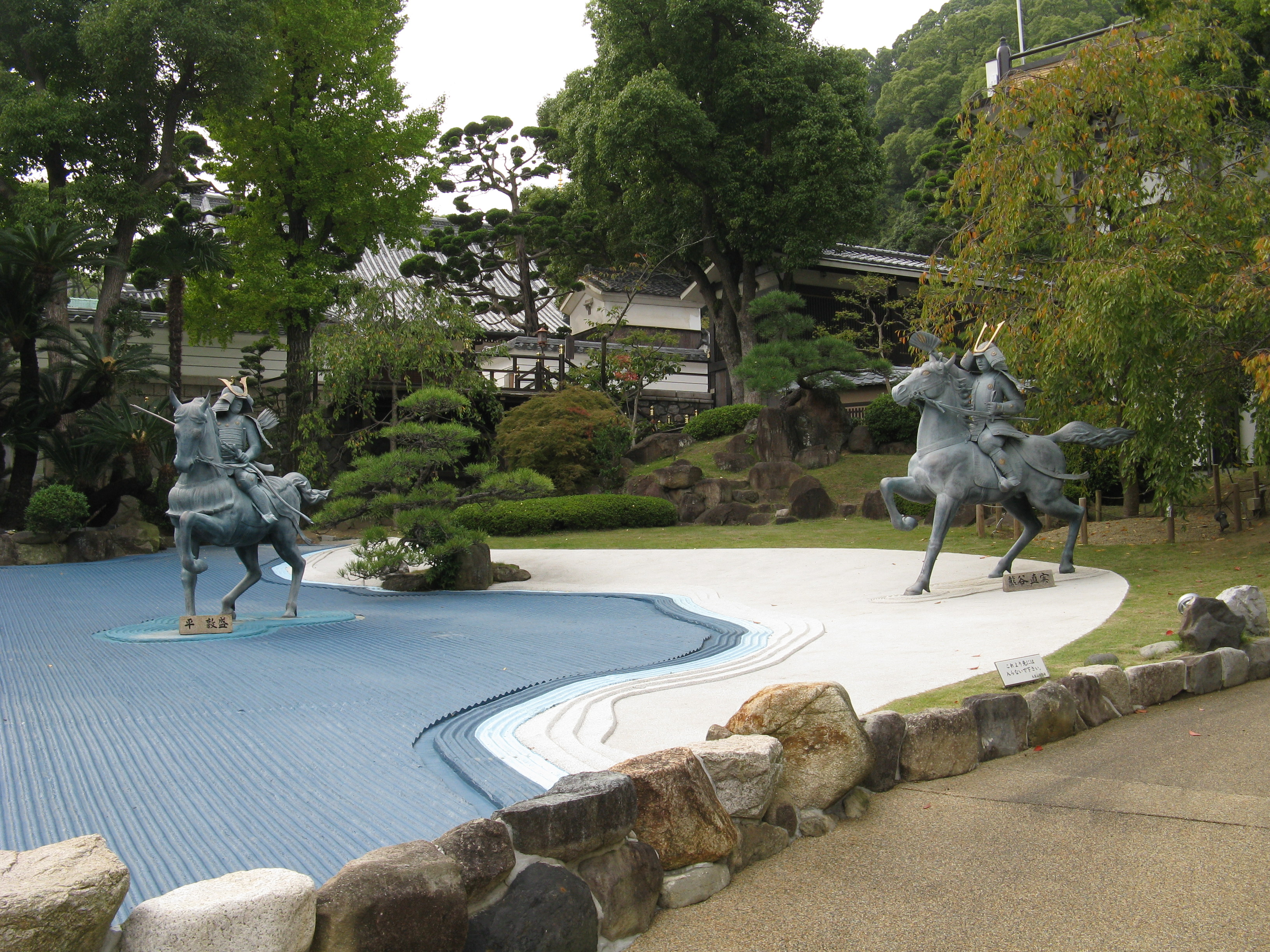
源平の庭
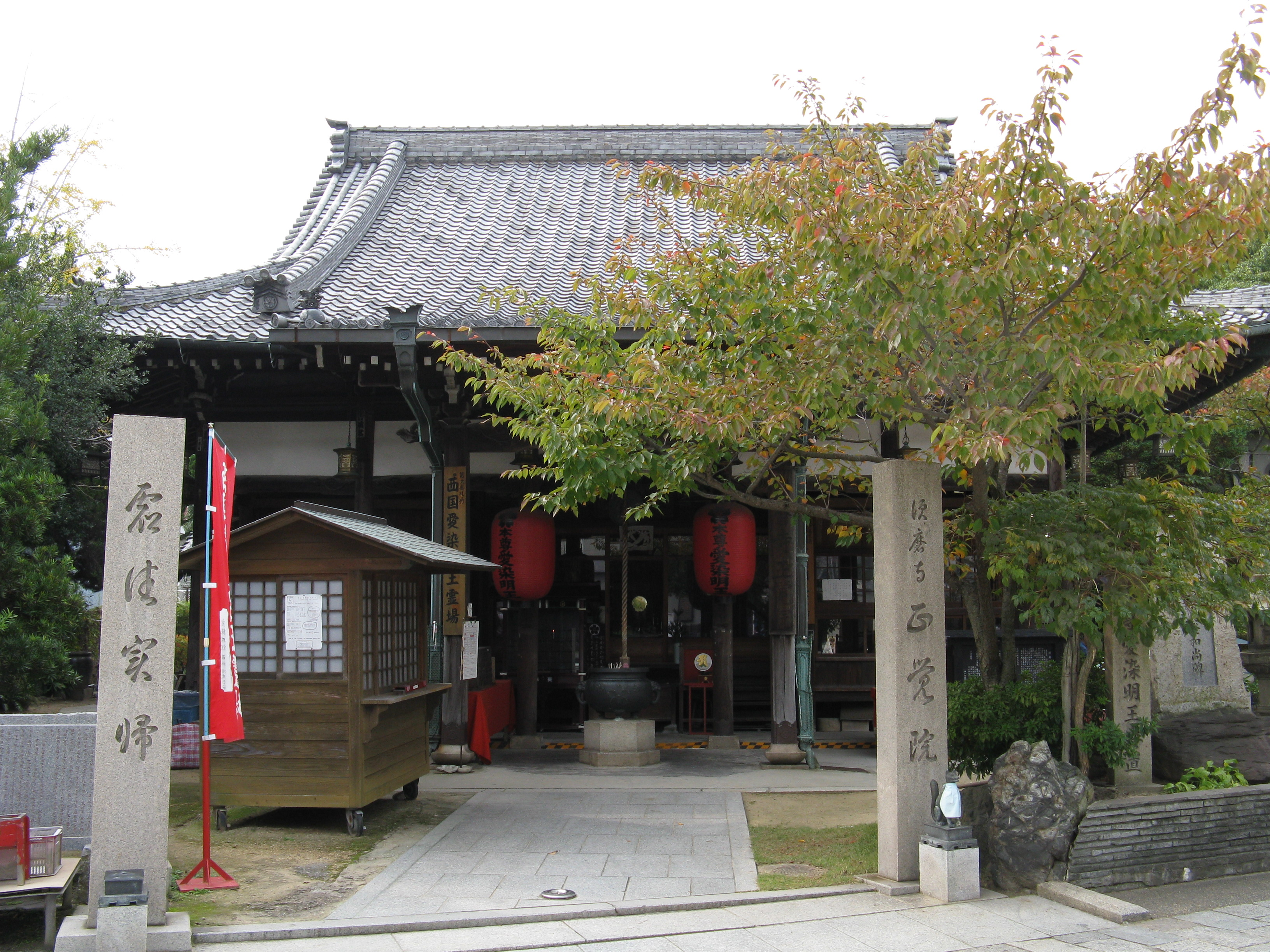
正覚院
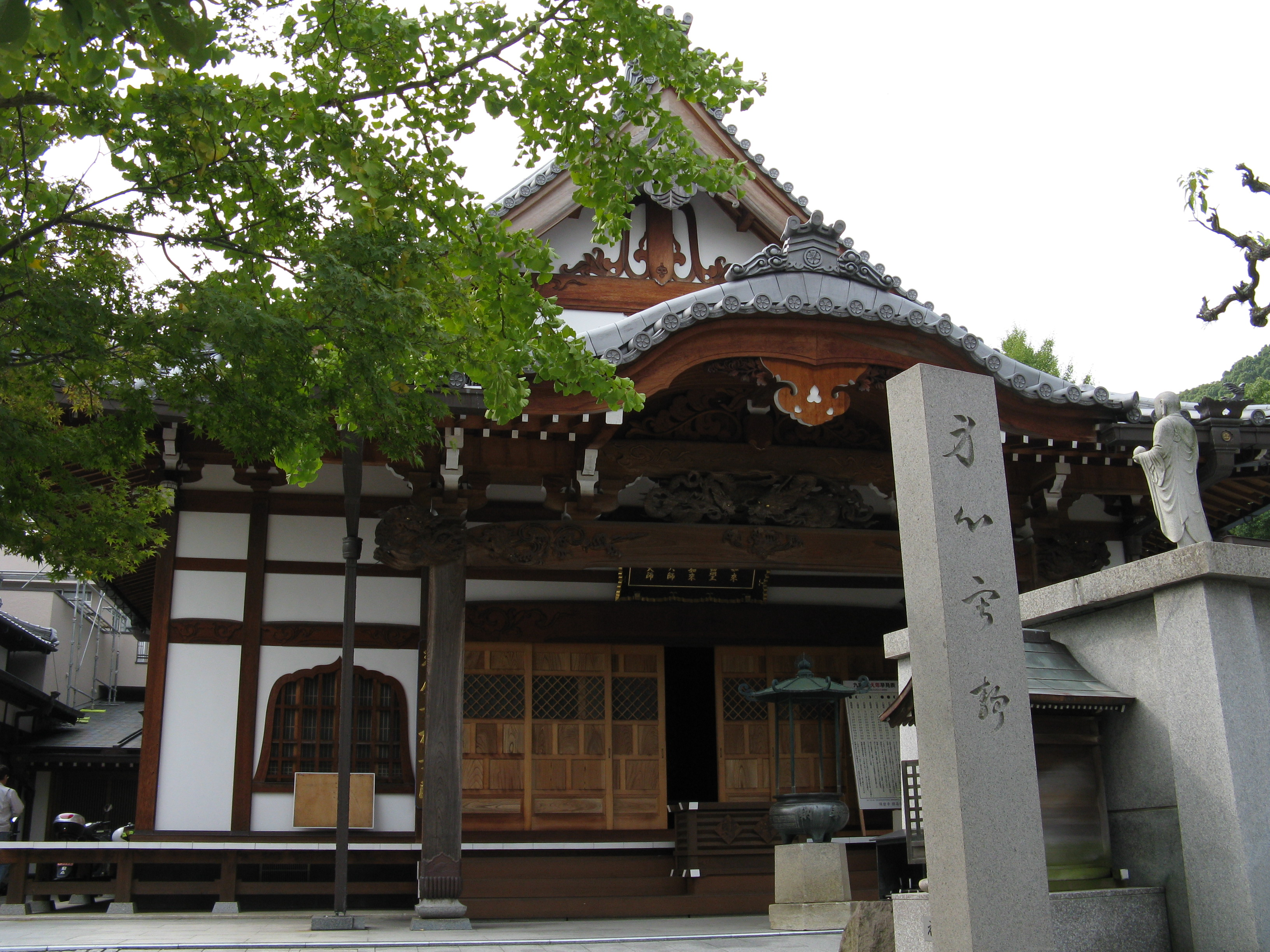
桜寿院
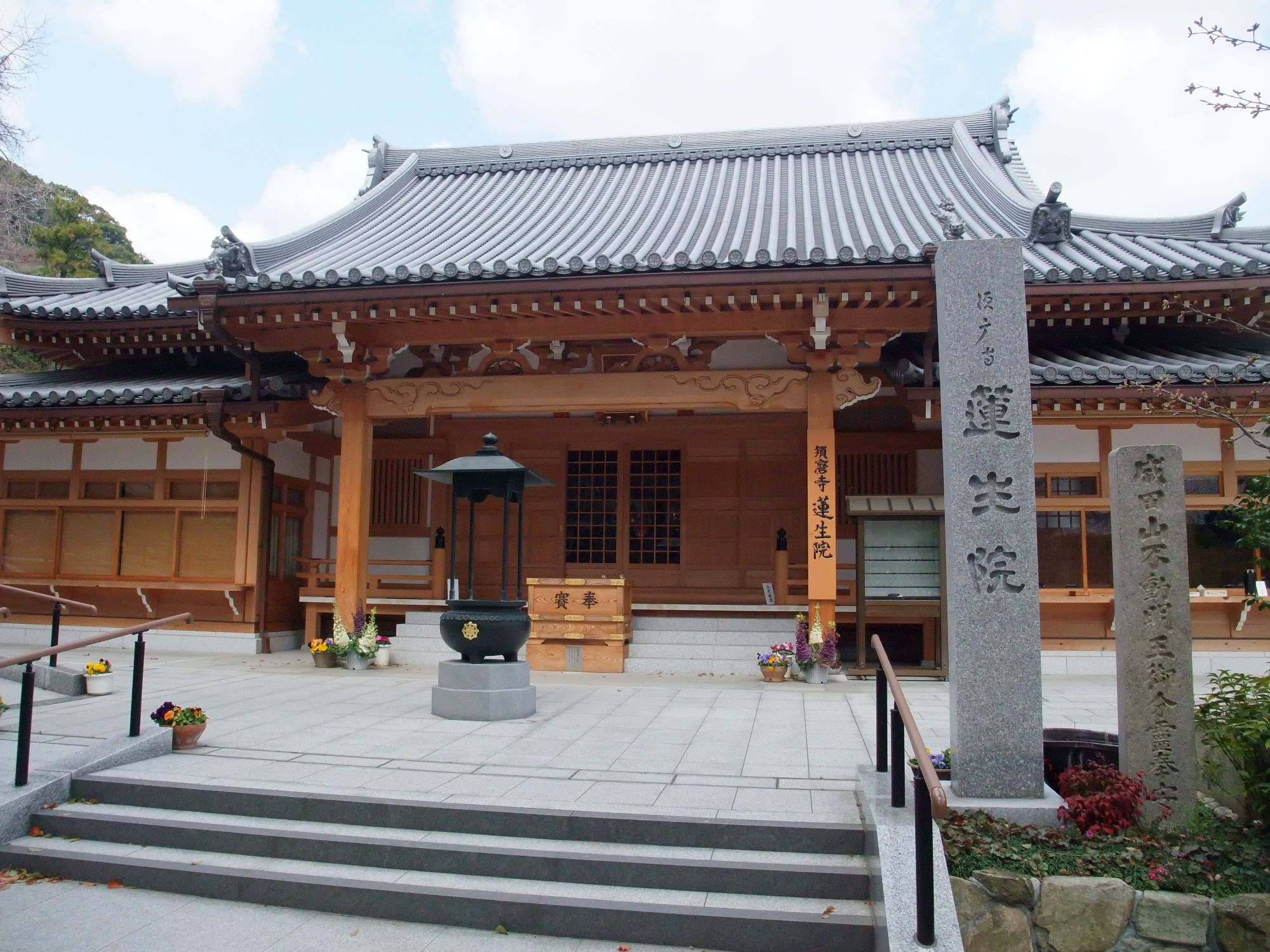
蓮生院

## 文化財

### 重要文化財
- 本堂内宮殿（くうでん）及仏壇 - 南北朝時代の応安元年（1368年）の建造。
- 木造十一面観音立像 - 南北朝時代。
- 絹本著色普賢十羅刹女像 - 南北朝時代。

### 兵庫県指定有形文化財
- 十三重石塔
- 木造不動明王立像 - 南北朝時代の応安2年（1369年）、東寺大仏師の康俊の作。
- 鰐口 - 南北朝時代の貞治5年（1366年）作。
- 当山歴代古記録2巻 -  南北朝時代から江戸時代中期。
- 古筆貼交屏風 6曲1双 - 正覚院所有。

### 神戸市指定有形文化財
- 木造聖観音坐像
- 紙本著色平敦盛画像
- 絹本著色天台四祖像

### 文化環境保存区域
- 福祥寺及びその周辺

### 神戸市文化環境保存区域歴史的建造物
- 本堂
- 護摩堂
- 大師堂
- 鐘楼
- 書院
- 仁王門

### その他
- 仁王像
- 釣灯籠 - 南北朝時代の延文5年（1360年）作。
- 銅鐘（梵鐘） - 室町時代の長禄4年（1460年）作。
- 平敦盛像 - 熊谷蓮生坊作。
- 平敦盛出陣の像 - 狩野安信筆。
- 平敦盛像 - 狩野久蔵筆。
- 青葉の笛 - 伝・平敦盛 愛用。

## 前後の札所
新西国三十三箇所
23 能福寺　-　24 須磨寺　-　25 太山寺
真言宗十八本山
1 善通寺　-　2 須磨寺　-　3 清荒神清澄寺
摂津国八十八箇所
87 勝福寺　-　88 須磨寺
摂津国三十三箇所
6 大龍寺　-　7 須磨寺　-　8 勝福寺
西国愛染十七霊場
5 大龍寺　-　6 須磨寺正覚院　-　7 大聖寺
福原西国三十三観音霊場
6 浄徳寺　-　7 須磨寺　-　8 勝福寺
神戸十三仏霊場
10 多聞寺　-　11 須磨寺　-　12 無動寺
神戸七福神 福禄寿尊
神戸六地蔵
6 西光寺　-　客番 須磨寺
役行者霊蹟札所
神仏霊場巡拝の道
71 長田神社　-　72 須磨寺　-　73 海神社

## 周辺情報

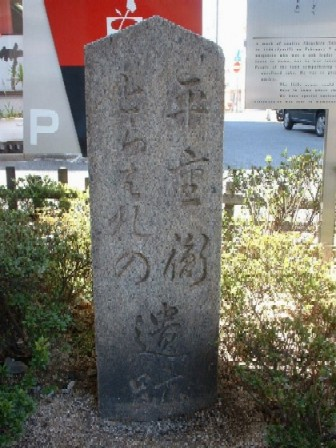
平重衡捕らわれの遺跡
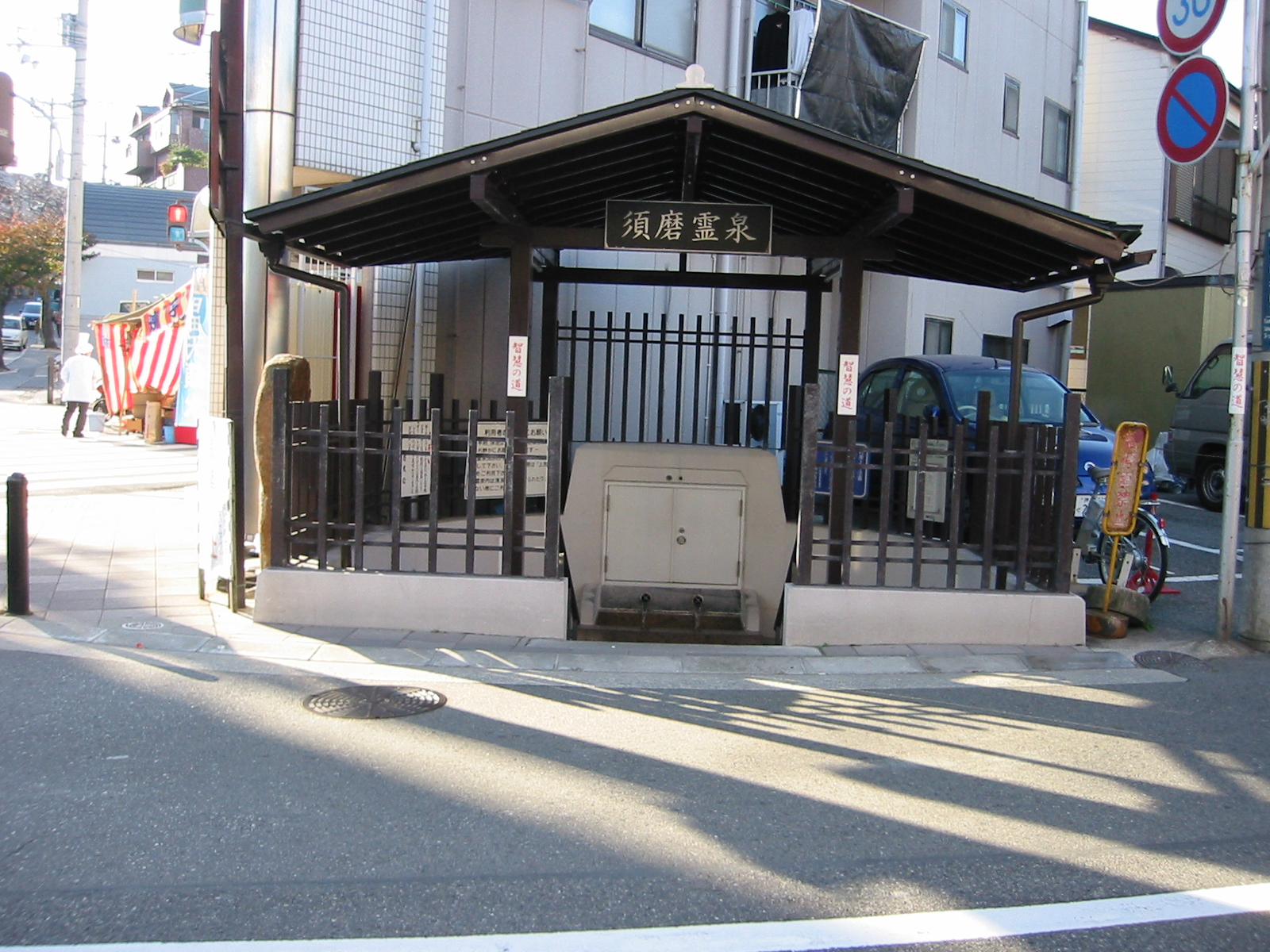
須磨霊泉
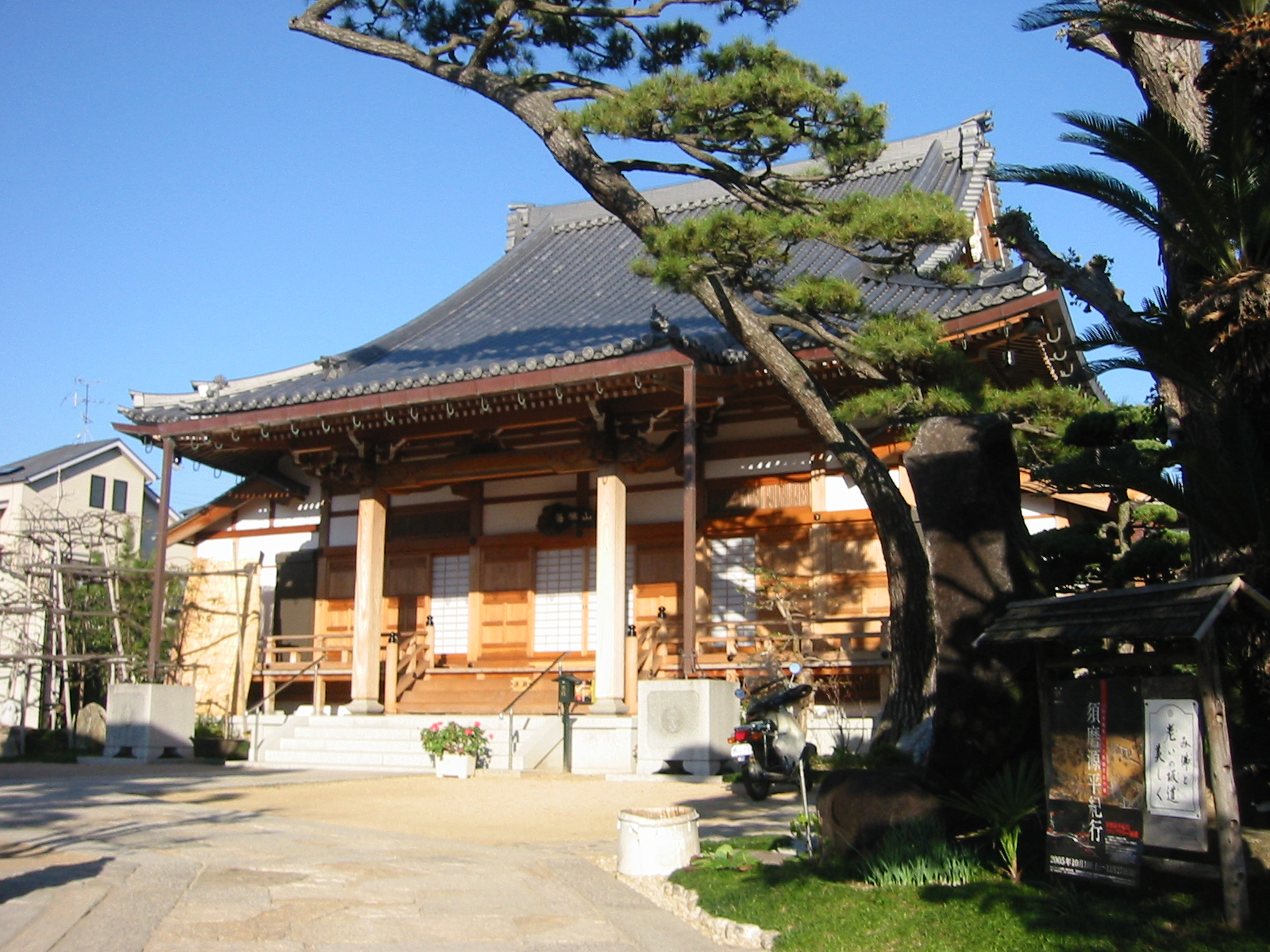
現光寺
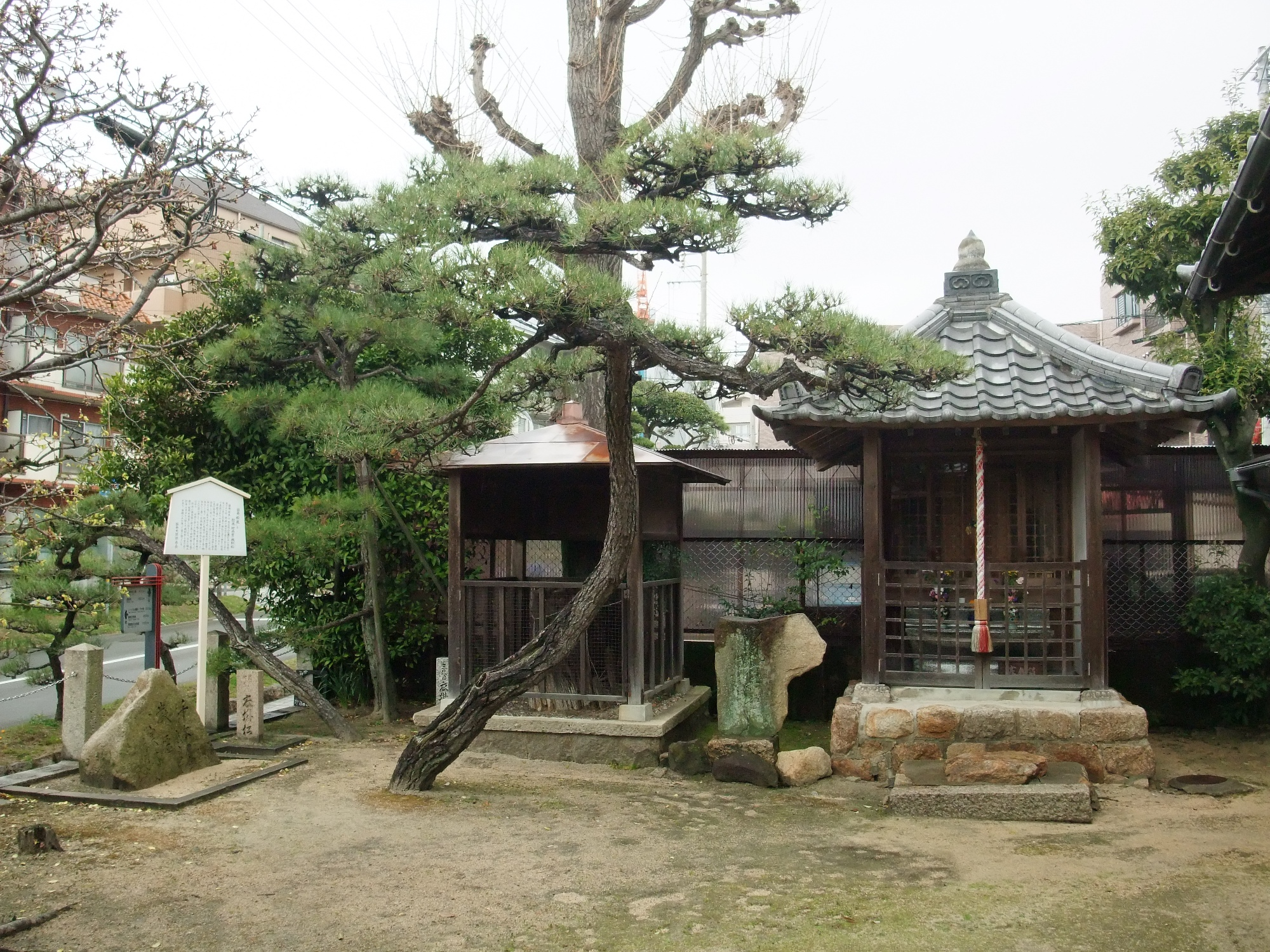
松風村雨堂

- 平重衡とらわれの遺跡
腰掛の松もあった場所だが現在は遺跡のみ（商店街の妨げのため切られる）。
- 須磨霊泉
- 現光寺（源氏寺）
- 関守稲荷神社
- 松風村雨堂
- 須磨離宮公園

## 所在地
- 〒654－0071 兵庫県神戸市須磨区須磨寺町

## 交通アクセス
- 山陽電車 須磨寺駅 徒歩5分
- JR神戸線（山陽本線） 須磨駅 徒歩12分

## 備考
本寺は由緒とかかわらず、B級スポットとして紹介されることが多い。
また、本寺前の民宿には夏の高校野球選手権大会において各地の代表チームの宿泊所として使用されている民宿が多いことでも知られる。
青葉の笛を詠んだ芭蕉だが、実際に拝観料を払って見たかという点は定かではない。